# Mehran Mehrnia
Mehran Mehrnia(Persan: مهران مهرنیا;né le 13 juillet 1969) est un musicien classique iranien, joueur et compositeur de tar et de setar. Il est le fondateur et l'interprète principal du groupe Homayoun.
Mehrnia a publié plusieurs albums dont Naghmeh-ye Hamrazan  en collaboration avec le chanteur iranien Salar Aghili et Tale'e Mehr  basé sur les vieux Tasnifs d'Abdollah Tale Hamedani. Mehrnia a dirigé plusieurs performances de groupe de musique classique iranienne en dehors de l'Iran, y compris en Estonie, en Pologne ,et au Vietnam   Mehrnia a travaillé avec le musicien iranien Mohammad-Reza Lotfi et après la mort de Lotfi, Mehrnia a des performances consacrées à la mémoire de Lotfi .